# Jeremy Swift

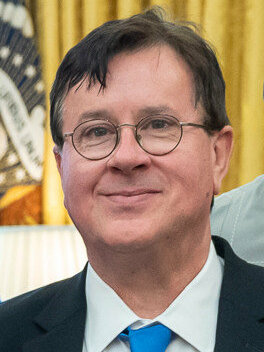
Jeremy Swift, 2023

Jeremy Paul Swift (Stockton-on-Tees, 27 giugno 1960) è un attore britannico, celebre, soprattutto, per aver interpretato il Sig. Bumble nella versione cinematografica di Oliver Twist diretta da Roman Polański nel 2005.

## Filmografia parziale

### Attore

#### Cinema
- Uccidere il re (To Kill a King), regia di Mike Barker (2003)
- Oliver Twist, regia di Roman Polański (2005)
- Amazing Grace, regia di Michael Apted (2006)
- Boy A, regia di John Crowley (2007)
- Fred Claus - Un fratello sotto l'albero (Fred Claus), regia di David Dobkin (2007)
- Jupiter - Il destino dell'universo (Jupiter Ascending), regia di Lana e Andy Wachowski (2015)
- Gun Shy - Eroe per caso (Gun Shy), regia di Simon West (2017)
- Il ritorno di Mary Poppins (Mary Poppins Returns), regia di Rob Marshall (2018)

#### Televisione
- Doctors – serial TV, 8 puntate (2006-2019)
- Downton Abbey – serie TV, 16 episodi (2013-2015)
- Wanderlust, regia di Luke Snellin e Lucy Tcherniak – miniserie TV, 4 puntate (2018)
- Doc Martin – serie TV, episodio 9x02 (2019)
- Ted Lasso – serie TV, 33 episodi (2020-2023)
- Descendants: L'ascesa di Red (Descendants: The Rise of Red), regia di Jennifer Phang – film TV (2024)
- Creature grandi e piccole - Un veterinario di provincia (All Creatures Great and Small) – serie TV, episodi 5x01-5x02-5x05 (2024)
- Sweetpea – serie TV, 6 episodi (2024)

### Doppiatore
- Biancaneve (Snow White), regia di Marc Webb (2025)

## Riconoscimenti
- Premio Emmy
  - 2021 – Candidatura per il miglior attore non protagonista in una serie commedia per Ted Lasso

## Doppiatori italiani
Nelle versioni in italiano delle opere in cui ha recitato, Jeremy Swift è stato doppiato da:
- Roberto Stocchi in Oliver Twist, Fred Claus - Un fratello sotto l'albero
- Ambrogio Colombo in Ted Lasso, Descendants - L'ascesa di Red
- Carlo Cosolo ne Il ritorno di Mary Poppins
- Dario Oppido in Downton Abbey

Da doppiatore è sostituito da:
- Enrico Di Troia in Biancaneve (dialoghi)
- Marco Manca in Biancaneve (canto)